# Chardeny
Chardeny är en kommun i departementet Ardennes i regionen Grand Est (tidigare regionen Champagne-Ardenne) i nordöstra Frankrike. Kommunen ligger  i kantonen Machault som ligger i arrondissementet Vouziers. År 2022 hade Chardeny 57 invånare.

## Befolkningsutveckling
Antalet invånare i kommunen Chardeny
Referens: INSEE